# Gmina Wojciechów
Die Gmina Wojciechów ist eine Landgemeinde im Powiat Lubelski der Woiwodschaft Lublin in Polen. Ihr Sitz ist das gleichnamige Dorf mit mehr als 900 Einwohnern.

## Gliederung
Zur Landgemeinde Wojciechów gehören folgende 22 Ortschaften mit einem Schulzenamt:
Nowy Gaj
Stary Gaj
Góra
Ignaców
Halinówka
Łubki
Łubki-Kolonia
Łubki-Szlachta
Maszki
Maszki k. Wojciechowa
Miłocin
Palikije Pierwsze
Palikije Drugie
Stasin
Sporniak
Szczuczki
Szczuczki VI Kolonia
Wojciechów cz. I
Wojciechów cz. II
Wojciechów-Kolonia Pierwsza
Wojciechów-Kolonia Piąta
Weitere Orte der Gemeinde sind Cyganówka, Czajki, Olszyny, Romanówka, Tomaszówka und Zagrody.